# Taemin
Taemin, właśc. Lee Tae-min (kor. 이태민, ur. 18 lipca 1993 w Seulu) – południowokoreański piosenkarz, tancerz, aktor, model oraz członek grupy SHINee oraz supergrupy SuperM, należących do wytwórni SM Entertainment.

## Życiorys

### 2008–2013: Początki kariery
Jego rodzice, widząc jego zainteresowanie tańcem, nakłonili go do wzięcia udziału w przesłuchaniu podczas castingu SM Open Weekend w 2005 roku, gdzie został natychmiast przyjęty. W 2008 roku, w wieku 14 lat, Taemin został wybrany do nowego zespołu SM Entertainment – Shinee. Grupa po raz pierwszy wystąpiła 25 maja 2008 roku w programie Inkigayo wykonując tytułowy utwór z wydanego kilka dni wcześniej minialbumu Replay (kor. 누난 너무 예뻐 (Replay)). W 2009 roku zadebiutował jako aktor w sitcomie stacji MBC Tae-hee, Hye-kyo, Jihyun! (kor. 태희혜교지현이!), w roku Lee Jun-su.
W styczniu 2012 Taemin dołączył do Immortal Song 2. Taemin wykonał piosenkę „Mapo Terminal” z Silver Bell Sister i zremisował z aktorem Im Tae-kyung, oboje zdobyli po 376 głosów.
19 września 2012 roku Taemin wydał swój pierwszy utwór do ścieżki dźwiękowej – „U”, do serialu Areumda-un geudae-ege. 16 października 2012 roku ogłoszono, że Taemin, Eunhyuk z Super Junior, Henry z Super Junior-M, Hyoyeon z Girls’ Generation oraz Kai i Luhan z Exo, nagrają piosenkę „Maxstep” promującą samochód Hyundai Veloster. Piosenka została wydana 31 października.
W kwietniu 2013 roku Cube Entertainment potwierdziło, że Son Na-eun z Apink wystąpi z Taeminem jako para w serii We Got Married stacji MBC. Zakończyli swój wirtualny ślub na początku stycznia 2014 roku.
W 2013 roku artysta wystąpił też w trzech odcinkach serialu Yeon-aejojakdan: Cyrano jako idol Ray/Yang Ho-yeol. W czerwcu 2013 roku ukazała się piosenka „Trap” nagrana wspólnie z Henrym z Super Junior-M, z jego solowego minialbumu Trap. W grudniu owego roku nagrał utwór do ścieżki dźwiękowej serialu Chongni-wa na – „Footsteps”, który został skomponowany i zaaranżowany przez Kim Jung-bae.

### 2014–2016:Ace,Press Iti debiut w Japonii
Piosenkarz zadebiutował jako solista 18 sierpnia 2014 roku z minialbumem Ace, na którym znalazło się sześć utworów. Teledysk do głównej piosenki „Danger” został wydany 15 sierpnia w serwisie YouTube. Choreografię do niej stworzył amerykański choreograf Ian Eastwood i zespół reżyserski SMEntertainment – BeatBurger. Taemin udał się do studia tańca w Los Angeles w celo opanowania układu.
3 lutego 2015 roku potwierdzono jego udział w pierwszym sezonie programu Match Made in Heaven Returns. Od 14 kwietnia do 5 maja pojawił się w programie Welcome Back to School stacji JTBC. 1 czerwca wydał piosenkę „That Name” (kor. 그 이름) we współpracy z Jonghyunem, do ścieżki dźwiękowej serialu Kim jesteś: Szkoła 2015 stacji KBS2. Piosenka zadebiutowała na 36. pozycji listy Gaon Digital Chart.
Pierwszy pełny album piosenkarza, pt. Press It, ukazał się 23 lutego 2016 roku. Zawierał dziesięć utworów, w tym główny singel „Press Your Number”. Bruno Mars wziął udział w tworzeniu utworu.
W czerwcu 2016 roku zapowiedziano premierę jego pierwszego japońskiego albumu pt. Sayonara hitori (jap. さよならひとり). Płyta została wydana 27 lipca i zawierała cztery nowe piosenki oraz japońską wersję „Press Your Number”. Również w czerwcu wystąpił w programie Hit the Stage stacji Mnet. Występował razem ze swoim partnerem tanecznym Koharu Sugawarą, który był choreografem albumu Sayonara hitori. W drugim odcinku zajął pierwsze miejsce.

### 2017–2018:Flame of Love,MoveiTaemin
1–2 lipca 2017 roku odbyły się pierwsze solowe koncerty piosenkarza w Japonii, w Nippon Budōkan w Tokio; podczas których po raz pierwszy wykonał nową japońską piosenkę „Flame of Love”. Taemin The 1st Stage Budokan przyciągnął 28 tys. fanów. Pierwsze koreańskie solowe koncerty, TAEMIN 1st SOLO CONCERT „OFF-SICK”, odbyły się pod koniec sierpnia (trzy dni) i zgromadził 12 tys. fanów. Seria została poszerzona o pięć koncertów pt. OFF-SICK <on track>, dwóch w Korei (dla 20 tys. fanów) i trzech w Japonii. Drugi japoński minialbum Flame of Love ukazał się 18 lipca.
W sierpniu 2017 roku zadebiutował jako aktor w Japonii. Zagrał jedną z głównych ról w TV dramie Final Life -Ashita, kimi ga kiete mo- (jap. ファイナルライフ -明日、君が消えても-), której premiera odbyła się we wrześniu. Zaśpiewał też dwie piosenki do serialu: „What’s This Feeling” i „I’m Crying”.
Drugi album studyjny Taemina, zatytułowany Move, został wydany w październiku 2017 roku. Zadebiutował na drugim miejscu w rankingu albumów Gaon Chart i na trzecim miejscu na liście Billboard World Albums. 10 grudnia 2017 roku ukazał się repackage tego albumu, pt. Move-ing. Zawierał dodatkowo cztery utwory, w tym główny singel „Day and Night” (kor. 낮과 밤 (Day and Night)). W tym samym miesiącu miał wystąpić na corocznym KBS Song Festival, ale wycofał się tydzień po śmierci innego członka Shinee, Kim Jong-hyuna.
5 listopada 2018 roku piosenkarz wydał swój trzeci album studyjny ogółem i pierwszy japoński – Taemin.

## Życie prywatne
W marcu 2011 roku przeniósł się do Hanlim Multi Arts High School z jego poprzedniego liceum Cheongdam High School, w celu dostosowania do jego napiętego harmonogramu związanemu z japońskim debiutem SHINee. Ukończył liceum w lutym 2012 roku, ale nie pojawił się na uroczystości z powodu działań SHINee.

## Dyskografia

### Solowa
Albumy studyjne
- Press It (2016)
- Move (2017)
- Taemin (2018, jap.)
- Never Gonna Dance Again: Act 1 (2020)
- Never Gonna Dance Again: Act 2 (2020)
- Guilty (2023)

Minialbumy
- Ace (2014)
- Sayonara hitori (2016; jap.)
- Flame of Love (2017; jap.)
- Want (2019)
- Famous (2019, jap.)
- Eternal (2024)

## Filmografia

### Filmy
| Rok  | Tytuł                      | Rola          | Inne notatki         |
| ---- | -------------------------- | ------------- | -------------------- |
| 2012 | Koala Kid: Birth of A Hero | Johnny (głos) | Wersja koreańska     |
| 2012 | I AM.                      | On sam        | Film biograficzny    |
| 2013 | The Miracle                | Kim Tan       | Film krótkometrażowy |
| 2014 | SMTOWN The Stage           | On sam        | Film biograficzny    |

### Seriale telewizyjne
| Rok  | Tytuł                           | Rola                         | Stacja telewizyjna |
| ---- | ------------------------------- | ---------------------------- | ------------------ |
| 2009 | Tae-hee, Hye-kyo, Jihyun!       | Junsu                        | MBC                |
| 2010 | Athena: Goddess of War          | On sam (gościnnie)           | SBS                |
| 2011 | Moon Night '90                  | Kim Sung-jae                 | Mnet               |
| 2011 | High Kick! 3                    | On sam (gościnnie)           | MBC                |
| 2012 | Salamander Guru and The Shadows | Mistrz kamuflażu (gościnnie) | SBS                |
| 2013 | Yeon-aejojakdan: Cyrano         | Ray/Yang Ho-Yeol             | tvN                |
| 2017 | Final Life                      | Song Shi-on                  | Amazon             |

### Programy rozrywkowe
| Rok       | Tytuł                            | Uwagi              | Kanał  |
| --------- | -------------------------------- | ------------------ | ------ |
| 2010      | Let’s Go Dream Team! Season 2    | Główna obsada      | KBS    |
| 2010      | "Hello Baby: SHINee"             |                    | KBS    |
| 2012      | Immortal Song 2                  |                    | KBS    |
| 2013–2014 | We Got Married                   | razem z Son Na-eun | MBC    |
| 2015      | Match Made in Heaven Returns     | Główna obsada      |        |
| 2015      | Off to School                    | Główna obsada      | JTBC   |
| 2016      | Hit the Stage                    | Uczestnik          | Mnet   |
| 2017      | Idol Rebooting Project: The Unit | Mentor             | KBS2   |
| 2017      | Xtra Cam: The TAEMIN             |                    | V-live |

### Musicale
| Rok  | Tytuł | Rola            |
| ---- | ----- | --------------- |
| 2014 | Goong | książę Lee Shin |

## Koncerty
- Taemin The 1st Stage Nippon Budokan (2017)
- TAEMIN 1st SOLO CONCERT „OFF-SICK〈on track〉” (2017)